# Greatest Hits (album de Nas)
Albums de Nas
Hip Hop Is Dead
(2006) Untitled
(2008)
Singles
1. Surviving the Times
Sortie : 6 novembre 2007

Greatest Hits est une compilation de Nas, sortie le 6 novembre 2007.
Elle comprend douze titres, édités en singles chez Columbia, et deux inédits.
L'album s'est classé 20e au Top R&B/Hip-Hop Albums.

## Liste des titres
| No  | Titre                                                                                  | Album original                 | Durée |
| --- | -------------------------------------------------------------------------------------- | ------------------------------ | ----- |
| 1.  | Surviving the Times (Produit par Chris Webber)                                         | Inédit                         | 4:43  |
| 2.  | Less Than an Hour (featuring Cee-Lo – Produit par Salaam Remi)                         | Bande originale de Rush Hour 3 | 3:16  |
| 3.  | It Ain't Hard to Tell (Produit par Large Professor)                                    | Illmatic                       | 3:22  |
| 4.  | Life's a Bitch (featuring AZ – Produit par L.E.S.)                                     | Illmatic                       | 3:30  |
| 5.  | N.Y. State of Mind (Produit par DJ Premier)                                            | Illmatic                       | 4:53  |
| 6.  | One Love (featuring Q-Tip – Produit par Q-Tip)                                         | Illmatic                       | 5:24  |
| 7.  | If I Ruled the World (Imagine That) (featuring Lauryn Hill – Produit par Trackmasters) | It Was Written                 | 4:43  |
| 8.  | Street Dreams (Remix) (featuring R. Kelly – Produit par Trackmasters)                  | Inédit                         | 4:27  |
| 9.  | Hate Me Now (featuring Puff Daddy – Produit par D-Moet, Pretty Boy et Trackmasters)    | I Am...                        | 4:45  |
| 10. | One Mic (Produit par Chucky Thompson et Nas)                                           | Stillmatic                     | 4:29  |
| 11. | Got Ur Self A... (Produit par Megahertz Music Group)                                   | Stillmatic                     | 3:49  |
| 12. | Made You Look (Produit par Salaam Remi)                                                | God's Son                      | 3:23  |
| 13. | I Can (Produit par Salaam Remi)                                                        | God's Son                      | 4:14  |
| 14. | Bridging the Gap (featuring Olu Dara – Produit par Salaam Remi)                        | Street's Disciple              | 3:55  |

| 15. | Halftime (Produit par Large Professor)  | Illmatic          | 4:20 |
| 16. | Nas Is Like (Produit par DJ Premier)    | I Am...           | 3:57 |
| 17. | Thief's Theme (Produit par Salaam Remi) | Street's Disciple | 2:59 |